# الأمنية المزدوجة
الأمنية المزدوجة (باليابانية: W〜ウイッシュ دبل ويش) هي سلسلة أنمي يابانية، عرضت في الفترة بين أكتوبر 2004 ويناير 2005 لمدة 13 حلقة بطول 13 دقيقة للحلقة الواحدة.

## وصلات خارجية
- الأمنية المزدوجة على موقع ANN anime (الإنجليزية)